# 5月23日
5月23日（ごがつにじゅうさんにち）は、グレゴリオ暦で年始から143日目（閏年では144日目）にあたり、年末まではあと222日ある。

## できごと

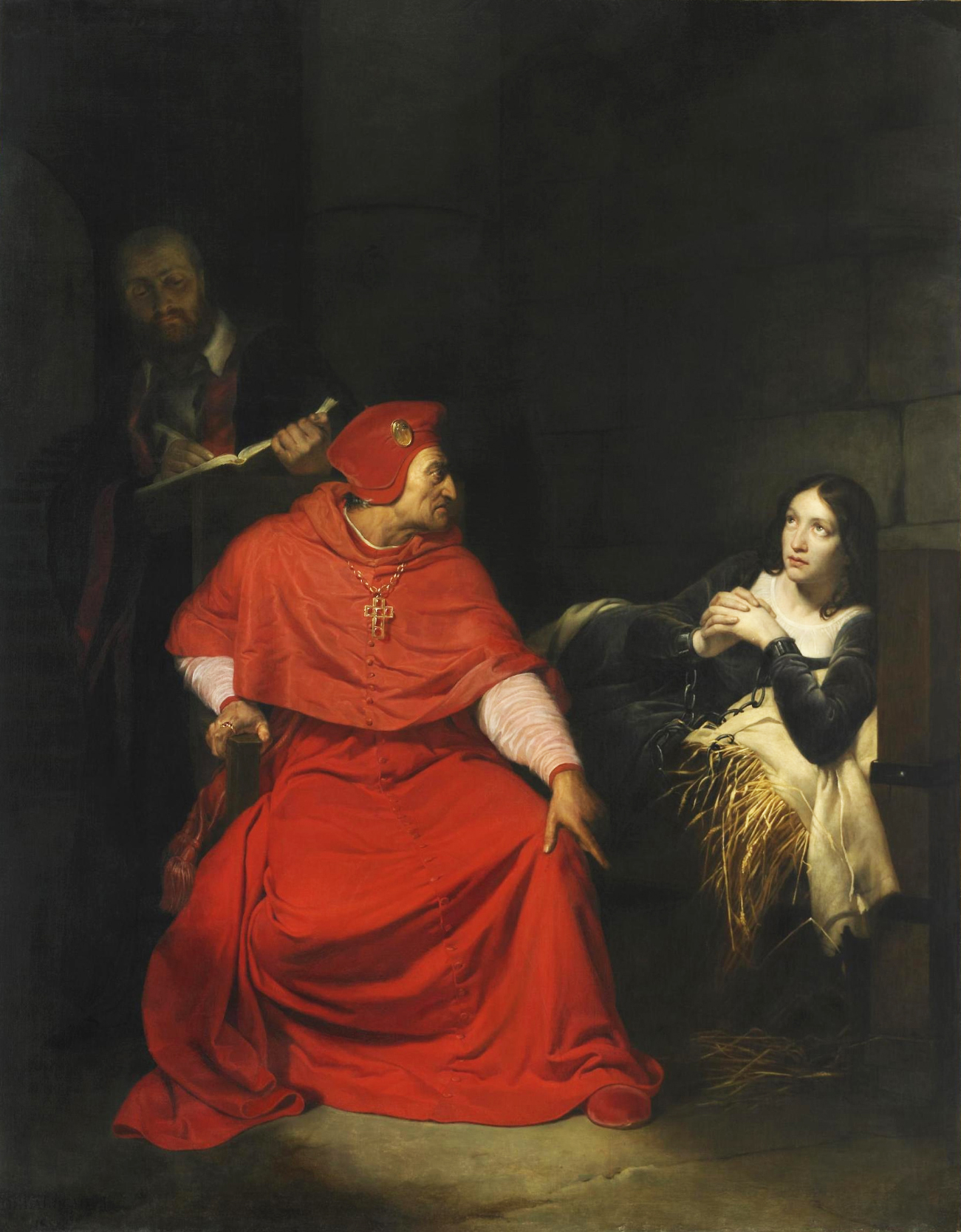
ジャンヌ・ダルク、ブルゴーニュ軍に捕えられる(1430)。画像は尋問されるジャンヌ。

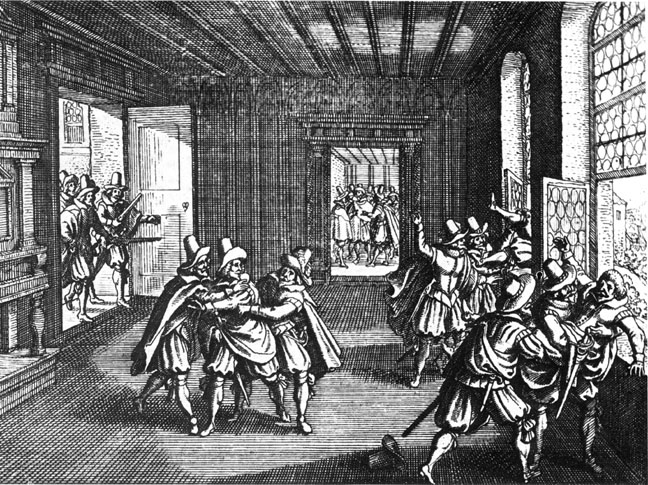
第二次プラハ窓外投擲事件(1618)。三十年戦争の契機となった。

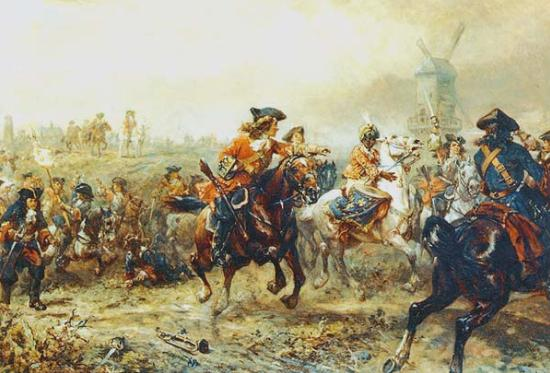
スペイン継承戦争、ラミューの戦い(1706)

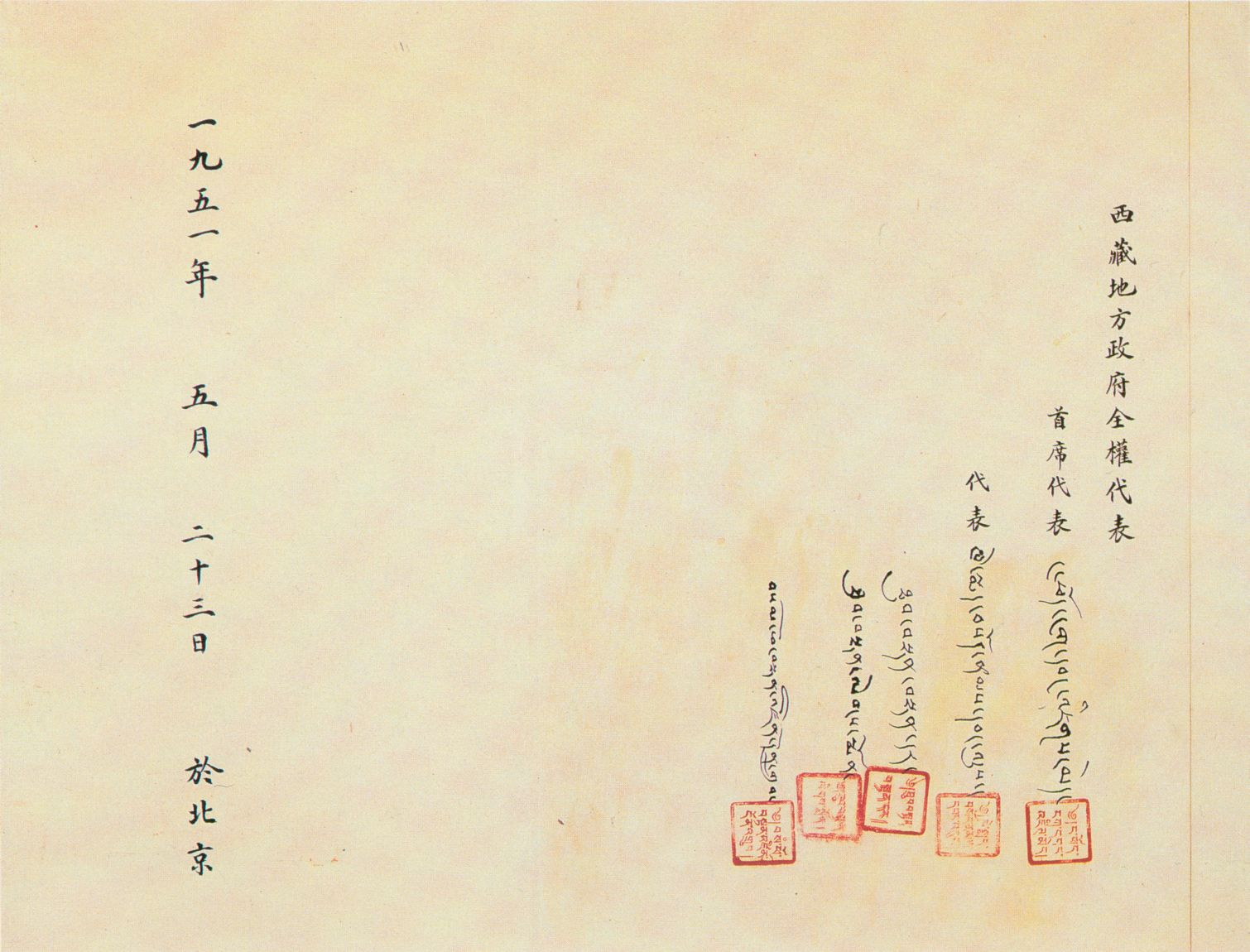
チベットの独立を否定する十七か条協定が締結(1951)。1959年には破棄される。

- 1213年（建暦3年5月2日） - 和田合戦。和田義盛と北条義時が鎌倉で合戦。三浦義村が北条方に味方したため、勝負は2日で決し、和田氏が滅亡した。
- 1430年 - 百年戦争: ジャンヌ・ダルクがコンピエーニュ包囲戦でブルゴーニュ軍に捕えられる。
- 1498年 - フィレンツェ共和国で神権政治を行ったジロラモ・サヴォナローラが教皇アレクサンデル6世の命により処刑。
- 1568年 - ハイリゲルレーの戦い（英語版）。八十年戦争で、オランダ反乱軍がスペインから初勝利を挙げる。
- 1618年 - 第二次プラハ窓外投擲事件。三十年戦争の発端に。
- 1701年 - 海賊船の船長ウィリアム・キッド（キャプテン・キッド）がロンドンで絞首刑に処せられる。
- 1706年 - スペイン継承戦争: ラミイの戦い
- 1788年 - サウスカロライナ州がアメリカ合衆国憲法を承認し、アメリカ合衆国8番目の州となる。
- 1819年 - シモン・ボリバルがコロンビア解放のためアンデス越え作戦を開始。
- 1863年 - フェルディナント・ラッサールが全ドイツ労働者協会を創設。
- 1870年（明治3年4月23日） - 日本政府が鉄道敷設のため、ロンドンで初の外債を発行。
- 1872年 - 明治天皇第一回地方巡幸に出発（大阪、中国、四国、九州方面）。
- 1889年 - 讃岐鉄道・丸亀 - 琴平（現在の予讃線・土讃線）が開業。
- 1901年 - ブランシュ・モニエ事件が発覚。
- 1915年 - 第一次世界大戦: イタリアがオーストリア・ハンガリーに宣戦布告。三国同盟を破棄して連合国側で参戦。
- 1915年 - 山田耕筰の東京フィルハーモニー会管絃楽部が第1回演奏会を開催。
- 1915年 - 東京駅 - 東京鉄道郵便局間に郵便物受渡用の地下電車が開通。日本初の地下鉄。
- 1923年 - スタンリー・ボールドウィンがイギリスの第55代首相に就任。
- 1925年 - 円山川河口を震源に北但馬地震（北但大震災）が発生。死者428人。
- 1934年 - アメリカで銀行強盗・殺人を繰返していたクライド・バーローとボニー・パーカーが、警官隊の待ち伏せに遭い射殺される。
- 1945年 - フレンスブルク政府（ドイツの終戦処理にあたっていた臨時政府）が連合国の命によって解散、戦勝4か国はドイツを軍政によって直接統治。（連合軍軍政期）
- 1945年 - イギリス軍に拘束中の元ナチス親衛隊全国指導者ハインリヒ・ヒムラーが自殺。
- 1946年 - 佐々木康監督の『はたちの青春』が封切り。日本初のキスシーンがある映画。
- 1947年 - 国共内戦: 長春包囲戦。
- 1949年 - ドイツ連邦共和国基本法がボンで発布され、ドイツ連邦共和国（西ドイツ）が誕生。
- 1951年 - チベットと中華人民共和国が十七か条協定を締結。
- 1951年 - 国鉄労働組合を脱退した機関士を中心に国鉄機関車労働組合が結成（国鉄動力車労働組合の前身）。
- 1954年 - 北海道雄武町で大火。77棟焼失、1人死亡[1]。
- 1958年 - 1月に打ち上げられたアメリカ初の人工衛星「エクスプローラー1号」の通信が途絶。
- 1962年 - 東京・築地の国立がんセンターが診療を開始。
- 1969年 - 初の「公害白書」が発表（1972年に「環境白書」に改称）。
- 1977年 - オランダで列車乗っ取り事件。モルッカ人ゲリラが人質をとり20日間籠城。同日、小学校も占拠し100人以上人質。6月11日、特殊部隊の突入で人質2人が死亡。
- 1978年 - 第1回国連軍縮特別総会が開幕。同年6月30日までニューヨークで開催された。
- 1979年 - 長岡京ワラビ採り殺人事件。京都府長岡京市で主婦2人が惨殺されるも未解決事件となった。
- 1980年 - 黒澤明監督の『影武者』がカンヌ国際映画祭でグランプリ獲得（日本時間では5月24日）。
- 1981年 - 陝西省で、中国では既に絶滅したと思われていた野生のトキ7羽が発見される。
- 1984年 - リヒャルト・フォン・ヴァイツゼッカーが西ドイツの第6代大統領に選出。
- 1984年 - 寺尾の十両昇進が決定し、鶴嶺山、逆鉾と合わせて史上初の三兄弟同時関取となる。
- 1995年 - プログラミング言語Javaの最初のバージョンがリリース。
- 1998年 - 北アイルランドで国民投票が行われ、ベルファスト合意が75%の賛成で承認される。
- 2009年 - 大韓民国第16代大統領盧武鉉が自殺。
- 2013年 - プロスキーヤーで登山家の三浦雄一郎が世界最高峰・エベレストに史上最高齢（80歳7か月）で登頂に成功[2]。
- 2013年 - 大強度陽子加速器施設J-PARCで放射性同位体の漏洩事故が発生[3]。
- 2014年 - カリフォルニア州で2014年アイラビスタ銃乱射事件が発生。6人が死亡、犯人も自殺。
- 2017年 - マラウィの戦い: ISIL系過激派組織マウテおよびアブ・サヤフがマラウィ各所を制圧してフィリピン軍、警察と交戦。ロドリゴ・ドゥテルテ同国大統領はミンダナオ島全域に戒厳令を発動[4]。
- 2021年 - ベラルーシ上空を通過中の旅客機（ライアンエアー4978便）が強制着陸させられ、乗客の中にいた反政府運動関係者が拘束される事件が発生。外交問題に発展した[5]。

## 誕生日

### 人物

北宋最後の皇帝、欽宗(1100-1161)誕生。

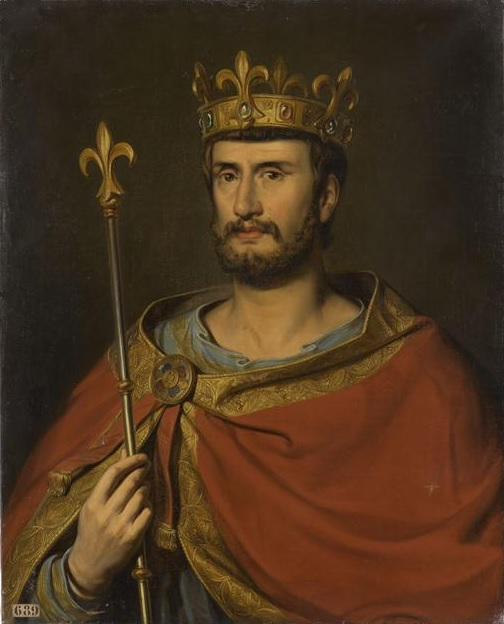
フランス王フィリップ1世(1052-1108)誕生。

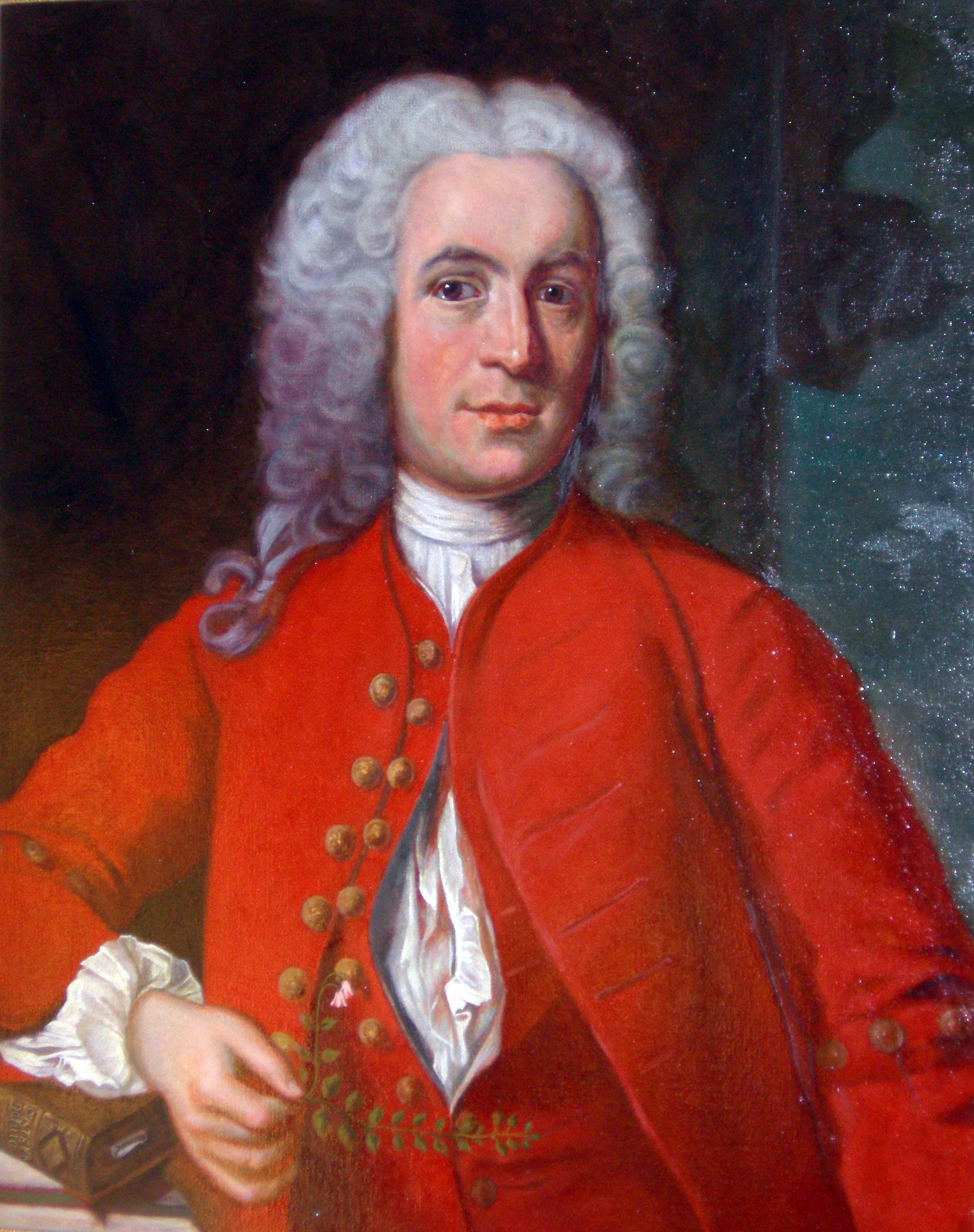
分類学の父、生物学者カール・フォン・リンネ(1707-1778)誕生。

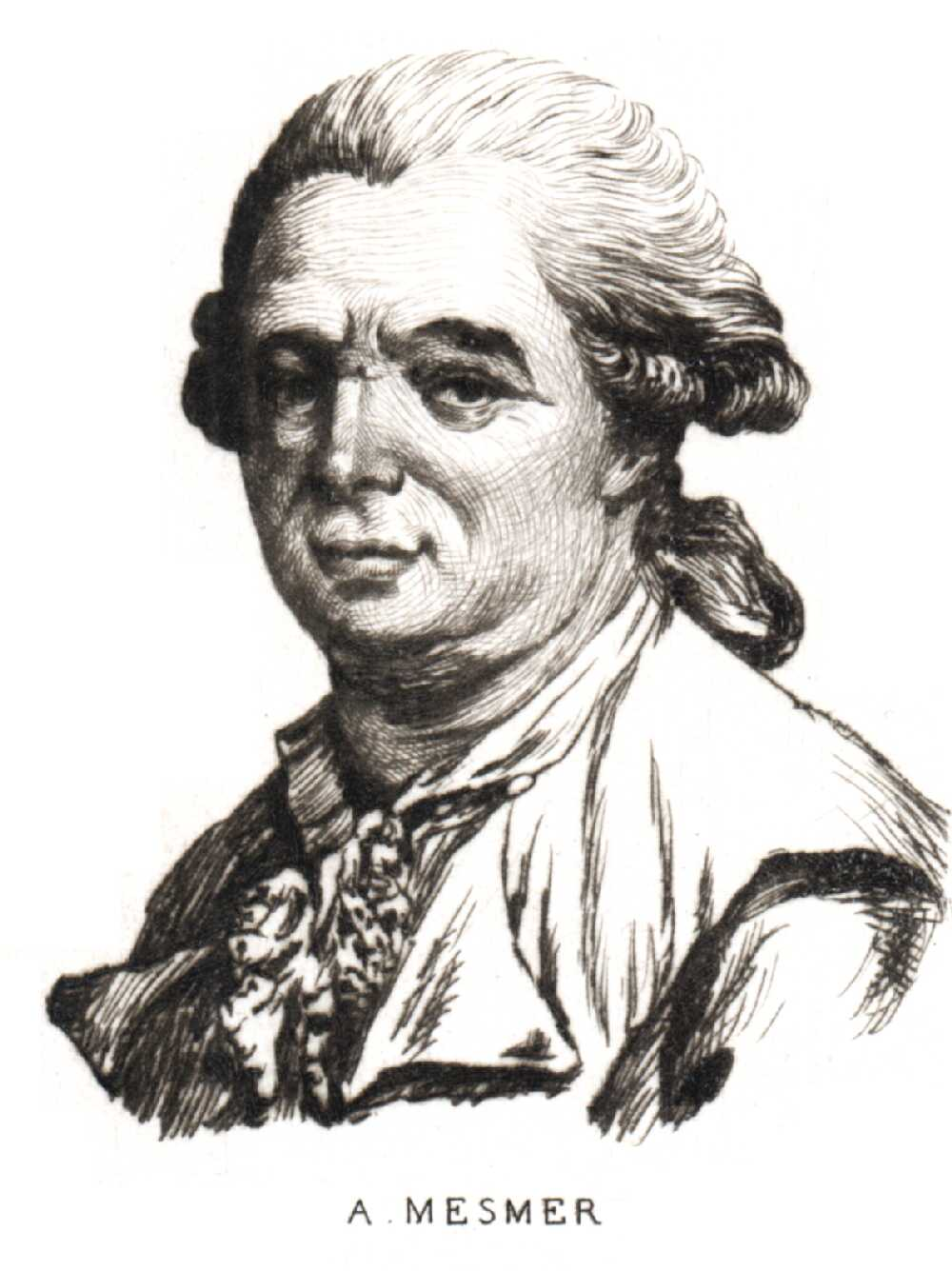
「動物磁気」を提唱した医学者フランツ・アントン・メスメル(1734-1815)没。

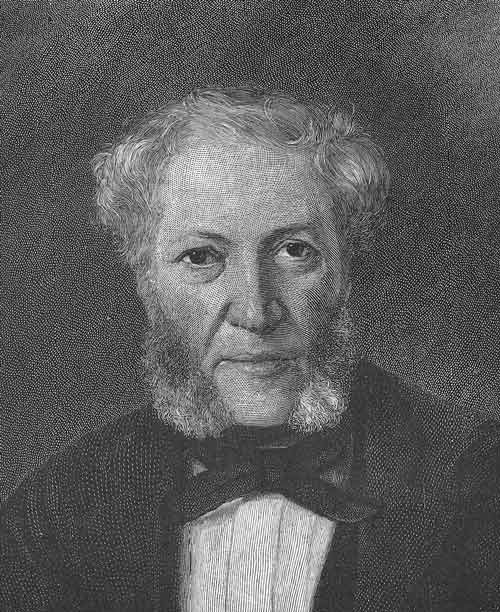
作曲家イグナーツ・モシェレス(1794-1870)

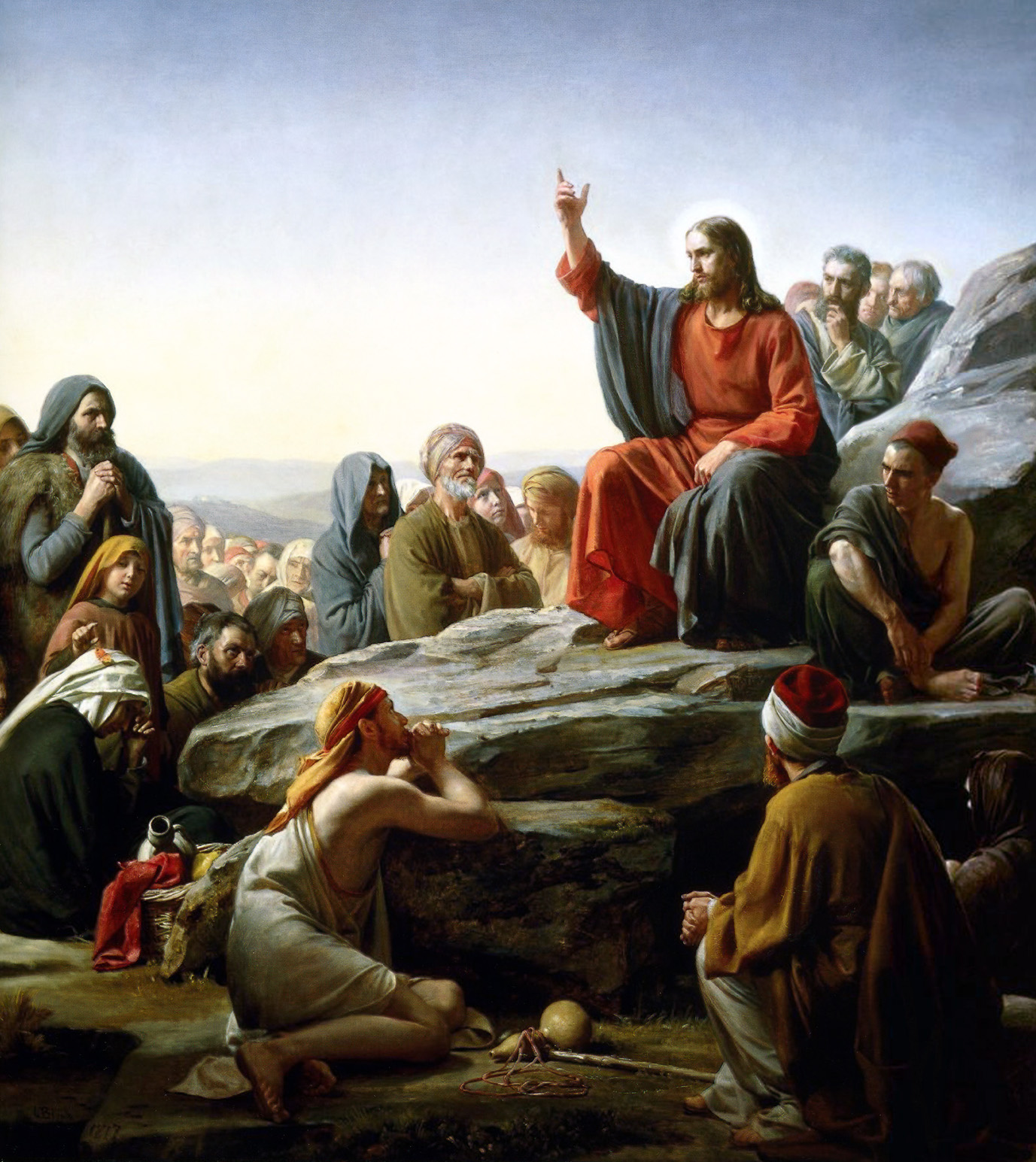
画家カール・ハインリッヒ・ブロッホ(1834-1890)誕生。画像は代表作『山上の垂訓』

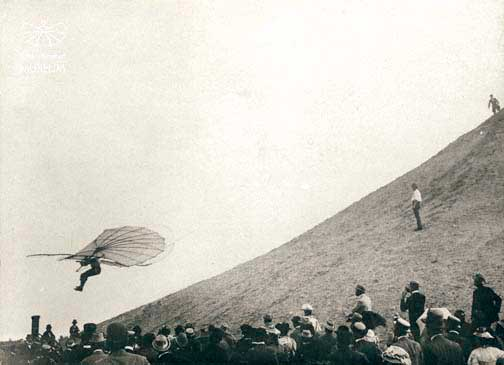
航空工学の開拓者、オットー・リリエンタール(1848-1896)誕生。

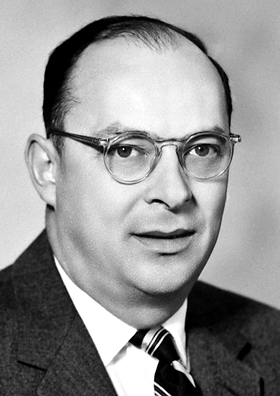
ジョン・バーディーン(1908-1991)誕生。トランジスタの発明とBCS理論で2度ノーベル物理学賞受賞。

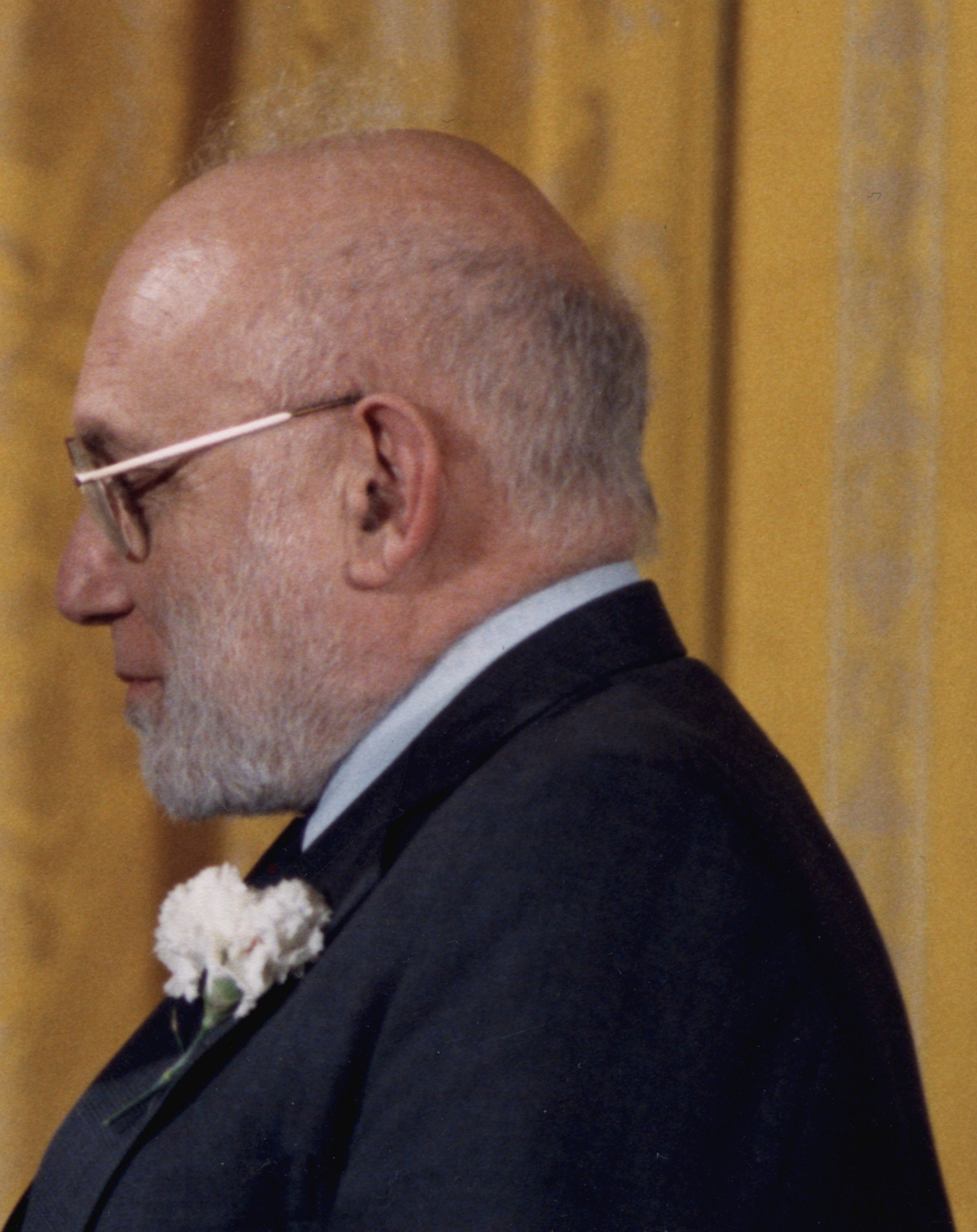
分子生物学者ジョシュア・レーダーバーグ(1925-2008)誕生。人工知能にも業績を遺した。

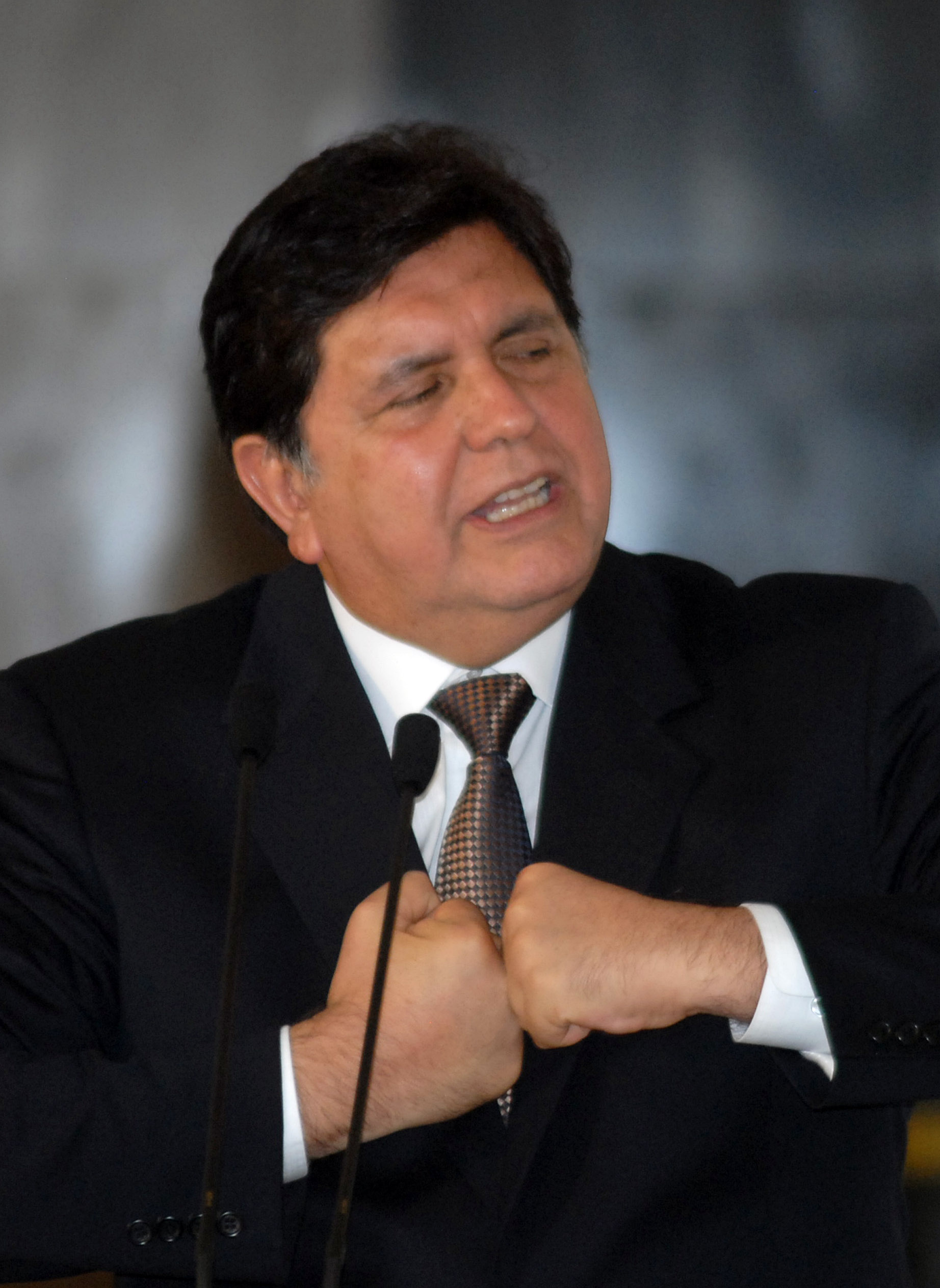
ペルーの第44・46代大統領アラン・ガルシア(1949-)誕生。

- 1052年 - フィリップ1世、フランス王（+ 1108年）
- 1100年（元符3年4月13日） - 欽宗、中国北宋第9代皇帝（+ 1161年）
- 1674年（延宝2年4月18日） - 土井利知、第2代大野藩主（+ 1745年）
- 1684年（貞享元年4月26日） - 蜂須賀宗英、第7代徳島藩主（+ 1743年）
- 1707年 - カール・フォン・リンネ、博物学者（+ 1778年）
- 1729年（享保14年4月26日） - 三宅康之、第5代田原藩主（+ 1803年）
- 1734年 - フランツ・アントン・メスメル、医学者、催眠術の創始者（+ 1815年）
- 1741年 - アンドレア・ルケージ、作曲家（+ 1801年）
- 1742年（寛政8年4月21日） - 伊達重村、第7代仙台藩主（+ 1796年）
- 1790年 - ジュール・デュモン・デュルヴィル、探検家（+ 1842年）
- 1794年 - イグナーツ・モシェレス、作曲家（+ 1870年）
- 1827年（文政10年4月28日） - 原善三郎、実業家、政治家（+ 1899年）
- 1827年（文政10年4月28日） - 間部詮実、第8代鯖江藩主（+ 1864年）
- 1834年 - カール・ハインリッヒ・ブロッホ、画家（+ 1890年）
- 1837年 - ユゼフ・ヴィエニャフスキ、作曲家、ピアニスト（+ 1912年）
- 1839年（天保10年4月11日） - 永倉新八、新選組二番隊組長（+ 1915年）
- 1844年 - アルフレッド・エスピナス、社会学者、哲学者（+ 1922年）
- 1844年（天保15年4月7日） - 喜連川縄氏、第11代喜連川藩主（+ 1874年）
- 1848年 - オットー・リリエンタール、航空技術者（+ 1896年）
- 1861年（文久元年4月14日） - 後藤文一郎、弁護士、政治家（+ 1928年）
- 1862年 - ダミー・ホイ、元プロ野球選手（+ 1961年）
- 1873年 - 有賀光豊、官僚、実業家、政治家、元朝鮮殖産銀行頭取、日本高周波重工業社長（+ 1949年）
- 1874年 - 中目覚、地理学者、言語学者、教育行政官、エスペランティスト（+ 1959年）
- 1875年 - アルフレッド・スローン、実業家（+ 1966年）
- 1875年 - 堀内啓治、実業家、政治家、元山梨県南都留郡福地村長（+ 1945年）
- 1876年 - 石川三四郎、社会運動家、作家（+ 1956年）
- 1877年 - 仲吉良光、ジャーナリスト、政治家、元沖縄県首里市長（+ 1974年）
- 1883年 - ダグラス・フェアバンクス、俳優（+ 1939年）
- 1884年 - コッラド・ジニ、統計学者、社会学者（+ 1965年）
- 1885年 - 五代目市川新之助、歌舞伎役者（+ 1956年）
- 1886年 - 長谷川零余子、俳人（+ 1928年）
- 1887年 - トアルフ・スコーレム、数学者（+ 1963年）
- 1889年 - ギュンター・リュッチェンス、軍人（+ 1941年）
- 1890年 - 諏訪熊太郎、キリスト教宣教師（+ 1975年）
- 1891年 - ペール・ラーゲルクヴィスト、小説家、劇作家、詩人（+ 1974年）
- 1891年 - 並木凡平、歌人（+ 1941年）
- 1893年 - 池田克、司法官僚、検事、裁判官、元最高裁判所判事（+ 1977年）
- 1893年 - 岩元禄、建築家（+ 1922年）
- 1898年 - 清宮四郎、憲法学者、東北大学名誉教授（+ 1989年）
- 1899年 - ジェラレアン・タリー、スーパーセンテナリアン（+ 2015年）
- 1899年 - 萩原恭次郎、詩人（+ 1938年）
- 1901年 - 伴俊男、病理学者、医学博士（+ 1962年）
- 1902年 - 齋藤秀雄、指揮者（+ 1974年）
- 1903年 - チャールズ・W・モリス、哲学者（+ 1979年）
- 1903年 - サトウハチロー、詩人（+ 1973年）
- 1905年 - 鈴木竹雄、法学者、東京大学名誉教授（+ 1995年）
- 1905年 - 宮本三郎、画家（+ 1974年）
- 1906年 - 瀬戸口寅雄、作家（+ 1987年）
- 1907年 - 影山光洋、報道写真家（+ 1981年）
- 1908年 - 糸岡富子、 スーパーセンテナリアン、世界最高齢者（+ 2024年）
- 1908年 - ジョン・バーディーン、物理学者（+ 1991年）
- 1908年 - 押鐘篤、歯科医学者、性科学者（+ 1990年）
- 1910年 - スキャットマン・クローザース、ミュージシャン、俳優（+ 1986年）
- 1910年 - フランツ・クライン、画家 （+ 1962年）
- 1910年 - アーティ・ショウ、ジャズクラリネット奏者（+ 2004年）
- 1911年 - 一圓一億、憲法学者（+ 1987年）
- 1912年 - 中村久次、実業家、音響技術者（+ 2002年）
- 1912年 - 山岸二郎、テニス選手（+ 1997年）
- 1912年 - ジョン・ペイン、俳優（+ 1989年）
- 1912年 - 豊増昇、ピアニスト、音楽教育者（+ 1975年）
- 1913年 - 鈴木省三、バラ育種家、元京成バラ園芸所長（+ 2000年）
- 1913年 - 楯兼次郎、政治家（+ 1989年）
- 1915年 - 月宮乙女、女優（+ 没年不詳）
- 1917年 - エドワード・ローレンツ、気象学者（+ 2008年）
- 1917年 - 阪倉篤義、国文学者、国語学者、京都大学名誉教授（+ 1994年）
- 1917年 - 直江広治、民俗学者、筑波大学名誉教授（+ 1994年）
- 1918年 - 服部一男、元プロ野球選手（+ 2000年）
- 1919年 - ベティ・ギャレット、女優（+ 2011年）
- 1921年 - 相良亨、倫理学者、東京大学名誉教授（+ 2000年）
- 1922年 - 平柳育郎　海軍大尉（+ 1944年）
- 1923年 - 曲谷守平、映画監督、脚本家
- 1923年 - アリシア・デ・ラローチャ、ピアニスト（+ 2009年）
- 1923年 - 深沢邦朗、童画家（+ 2009年）
- 1925年 - 酒井修、哲学者、京都大学名誉教授（+ 2021年）
- 1925年 - 古田東朔、国語学者、東京大学名誉教授（+ 2013年）
- 1925年 - 伊藤美代子、実業家、三代目あかのれん社長（+ 2011年）
- 1925年 - ジョシュア・レーダーバーグ、遺伝学者（+ 2008年）
- 1925年 - 丸山二三雄、元プロ野球選手（+ 2006年）
- 1926年 - アーサー・ガンター、ブルース・ギタリスト、歌手（+ 1976年）
- 1927年 - 野中マリ子、女優（+ 2014年）
- 1928年 - ローズマリー・クルーニー、歌手、女優（+ 2002年）
- 1929年 - 高橋治、小説家、劇作家、映画監督（+ 2015年）
- 1930年 - 宮澤浩一、刑法学者（+ 2010年）
- 1931年 - ユセフ・トルコ、プロレスラー、レフェリー、俳優（+ 2013年）
- 1932年 - 上野卓哉、実業家（+ 2024年）
- 1933年 - 島村晶子、女優
- 1933年 - ジョーン・コリンズ、女優
- 1933年 - 飯塚昭三、声優（+ 2023年）
- 1933年 - ジョン・ブラウニング、ピアニスト（+ 2003年）
- 1934年 - 瀬野浄、元プロ野球選手（+ 2008年）
- 1934年 - ロバート・モーグ、電子工学者（+ 2005年）
- 1935年 - 三浦敏男、元俳優
- 1935年 - 岸洋子、歌手（+ 1992年）
- 1936年 - 堀部政男、法学者、一橋大学名誉教授
- 1936年 - 山村幹弘、元プロ野球選手
- 1937年 - 上田豊三、元裁判官、元最高裁判所判事
- 1937年 - 中丸薫、国際政治評論家
- 1937年 - 市川忠義、元バレーボール選手
- 1937年 - 田辺俊彦、通産官僚（+ 1991年）
- 1938年 - 勝部演之、俳優、声優
- 1939年 - 杉田繁治、民俗学者、国立民族学博物館名誉教授、総合研究大学院大学名誉教授
- 1940年 - 浅川みゆ起、女優、声優
- 1940年 - ジェラール・ラルース、レーシングドライバー
- 1940年 - 薮内正幸、動物画家（+ 2000年）
- 1941年 - 加藤隆俊、大蔵官僚
- 1943年 - 太田雄三、比較文学者、マギル大学名誉教授（+ 2024年）
- 1944年 - ジョン・ニューカム、テニス選手
- 1946年 - 柳家三寿、落語家（+ 2020年）
- 1947年 - 三原朝彦、政治家
- 1947年 - バーナード・コムリー、言語学者
- 1947年 - 上原まり、琵琶奏者（+ 2018年）
- 1948年 - 大沢勉、元プロ野球選手（+ 2024年）
- 1948年 - 渡辺文人、高校野球指導者（+ 2023年）
- 1949年 - 石田章、囲碁棋士
- 1949年 - アラン・ガルシア、政治家、第90代・93代ペルー大統領（+ 2019年）
- 1949年 - 上田良一、実業家、第22代NHK会長
- 1951年 - アナトリー・カルポフ、チェスプレイヤー
- 1952年 - 大豪健嗣、元大相撲力士、年寄18代北陣
- 1953年 - 赤坂憲雄、民俗学者
- 1954年 - 下村博文、政治家、第18-19代文部科学大臣
- 1954年 - 高橋正樹、官僚、政治家、元富山県高岡市長
- 1954年 - マービン・ハグラー、プロボクサー（+ 2021年）
- 1955年 - 池田高世偉、政治家、第2代隠岐の島町長
- 1956年 - バック・ショーウォルター、元プロ野球選手、監督
- 1957年 - 根本要、ミュージシャン（スターダスト・レビュー）
- 1957年 - 小野塚康之、アナウンサー
- 1958年 - 仁支川峰子、歌手、女優
- 1959年 - 高橋名人、ファミコン名人
- 1959年 - 川島隆太、医学者
- 1960年 - 鈴木賢、法学者、北海道大学名誉教授
- 1960年 - 羽毛田丈史、作曲家
- 1960年 - 鯖瀬武、政治家、第11代扶桑町長
- 1960年 - 佐藤秀明、元プロ野球選手（+ 2007年）
- 1961年 - ダニエレ・マッサーロ、元サッカー選手
- 1962年 - 鹿戸雄一、調教師、元騎手
- 1962年 - 佐々木浩三、競輪選手
- 1962年 - 小川宗直、元プロ野球選手
- 1963年 - 辻裕之、映画監督
- 1963年 - 中藤義雄、元プロ野球選手
- 1964年 - 黒田治、ラジオパーソナリティ
- 1964年 - 小島嵩弘、俳優、歌手
- 1965年 - 上野博文、ミュージシャン（T-BOLAN）
- 1965年 - ウルフルケイスケ、ミュージシャン（ウルフルズ）
- 1965年 - 高見明男、キャラクターデザイナー
- 1965年 - 山口勝平、声優
- 1965年 - トム・ティクヴァ、映画監督
- 1965年 - マヌエル・サンチス・オンティジュエロ、元サッカー選手
- 1965年 - 大山（マーク・ロズウェル）、相声師（漫才師）、俳優
- 1966年 - 大野克郎、アナウンサー
- 1966年 - 仁木博文、政治家、医師
- 1967年 - フィル・セルウェイ、ミュージシャン（レディオヘッド）
- 1967年 - 小川和幸、元アナウンサー
- 1968年 - 片寄明人、ミュージシャン
- 1968年 - 中島ヒロト、ディスクジョッキー
- 1968年 - 杉浦正則、元野球選手
- 1968年 - 五島高資、俳人
- 1969年 - 宮崎隆睦、ミュージシャン
- 1969年 - 浅田葉子、声優
- 1969年 - 清原雄一、元プロ野球選手
- 1969年 - 松久保新吾、元プロ野球選手
- 1969年 - 金杞泰、元プロ野球選手
- 1969年 - ローレン・アイエロ、レーサー
- 1970年 - プチ鹿島、お笑い芸人、コラムニスト、映画監督
- 1970年 - 齊藤正彰、憲法学者
- 1972年 - 伊丸岡篤、声優
- 1972年 - ルーベンス・バリチェロ、F1レーサー
- 1973年 - 掛川誠、元サッカー選手
- 1973年 - 沢村亜津佐、女優
- 1973年 - 岡田純子、声優
- 1973年 - エンペラー・マグス・カリグラ、ミュージシャン
- 1973年 - マックスウェル、ミュージシャン
- 1974年 - 柴原洋、元プロ野球選手
- 1974年 - 渕脇芳行、元プロ野球選手
- 1974年 - 森岡裕之、元プロ野球選手
- 1974年 - 安藤智安、元サッカー選手
- 1974年 - ジュエル、シンガーソングライター
- 1975年 - MAZADA、プロレスラー
- 1975年 - 鈴木郁洋、元プロ野球選手
- 1975年 - 中里鉄也、元プロ野球選手
- 1976年 - 緑川ゆき、漫画家
- 1976年 - 阿武教子、柔道選手
- 1976年 - 酒井俊幸、陸上競技指導者
- 1977年 - 平瀬智行、サッカー選手
- 1977年 - イリヤ・クーリック、フィギュアスケート選手
- 1977年 - クレイグ・ウィリアムズ、騎手
- 1978年 - 大谷靖夫、ミュージシャン
- 1978年 - 高橋邦彦、お笑い芸人（アホマイルド）
- 1978年 - 北嶋秀朗、元サッカー選手
- 1978年 - アンドレイ・チュヴィラエフ、フィギュアスケート選手
- 1978年 - 関本恒一、元サッカー選手（+ 2016年）
- 1979年 - ヤニ・ステファノヴィック、ヘヴィメタルミュージシャン
- 1979年 - 豊乃國大地、元大相撲力士
- 1980年 - 西丸優子、女優
- 1980年 - 久保裕也、元プロ野球選手
- 1980年 - 高橋一正、元プロ野球選手
- 1981年 - 遠山えま、漫画家
- 1981年 - 町田忠道、元サッカー選手
- 1982年 - 成澤芽衣、パン職人
- 1982年 - 柴崎貴広、サッカー選手
- 1982年 - 村上恵梨、タレント（+ 2007年）
- 1983年 - 河合龍之介、俳優
- 1983年 - アレックス・シェリー、プロレスラー
- 1983年 - 早川沙世、ファッションモデル
- 1983年 - 谷川友梨、お笑いタレント
- 1984年 - 河村聖子、元バレーボール選手
- 1984年 - 清野優美、モデル、女優
- 1984年 - 佐藤なる美、声優
- 1985年 - 山内敬太、元プロ野球選手
- 1985年 - 南晶人、ミュージカル俳優
- 1986年 - 石原萌、歌手
- 1986年 - 大森真理、ミュージカル俳優
- 1986年 - 歌原奈緒、タレント
- 1986年 - 平岡康裕、サッカー選手
- 1986年 - ヴァレンティーナ・マルケイ、フィギュアスケート選手
- 1986年 - ライアン・クーグラー、映画監督
- 1986年 - ジョーダン・ジマーマン、元プロ野球選手
- 1987年 - アリー・ハン＝マッカーディ、フィギュアスケート選手
- 1987年 - 三田友梨佳、アナウンサー
- 1987年 - 三船雅也、ミュージシャン（ROTH BART BARON）
- 1987年 - 岡田れえな、タレント（+ 2014年）
- 1988年 - 隅田航、サッカー選手
- 1988年 - モーガン・プレッセル、プロゴルファー
- 1989年 - 夏菜、女優
- 1989年 - 川北茂澄、お笑いタレント（真空ジェシカ）
- 1989年 - 小川沙希、水球選手
- 1990年 - 佐々木ののか、文筆家
- 1990年 - 石川雅博、サッカー選手
- 1990年 - シーザー・ヘルナンデス、プロ野球選手
- 1990年 - カイル・バラクロー、プロ野球選手
- 1991年 - 大迫傑、陸上選手
- 1991年 - ヌンイラ華蓮、柔道選手
- 1991年 - 古田寛幸、元サッカー選手
- 1991年 - 上田健人、元騎手
- 1991年 - レナ・マイヤー＝ラントルート、女優、歌手
- 1991年 - オースティン・カナラカン、フィギュアスケート選手
- 1991年 - Yu Von Goess、DJ、音楽プロデューサー
- 1993年 - 荒井敦史、俳優
- 1993年 - 梅本静香、女優、タレント
- 1993年 - 三幸秀稔、元サッカー選手
- 1994年 - 永野由祐、声優
- 1994年 - 聖菜、元プロレスラー
- 1994年 - ぷす、元歌い手、ボカロP（元ツユ）
- 1994年 - 田中碧、アナウンサー
- 1995年 - キム・サンギュン、アイドル（JBJ95、元JBJ）
- 1995年 - ゆあま、漫画家
- 1996年 - ヘンプヒル恵、陸上選手
- 1996年 - 野口美和、アナウンサー
- 1997年 - 浦川翔平、パフォーマー（THE RAMPAGE from EXILE TRIBE）
- 1997年 - 田辺留依、声優
- 1997年 - 杉浦みずき、フリーアナウンサー
- 1997年 - 高橋結人、元バレーボール選手
- 1998年 - 金谷拓実、プロゴルファー
- 1998年 - JUNON、アーティスト（BE:FIRST）
- 1998年 - 前田春香、アナウンサー
- 1998年 - 宮本芽依、キックボクサー
- 1999年 - 飯野茉優、声優
- 1999年 - 冨田開、プロアイスホッケー選手
- 2001年 - 鈴木結生、小説家
- 2001年 - 佐藤永基、プロアイスホッケー選手
- 2002年 - 大和明桜、アイドル（虹のコンキスタドール）
- 2003年 - 高鶴桃羽、バレリーナ、グラビアアイドル
- 2004年 - 新谷野々花、アイドル（元STU48）
- 2005年 - 板垣心和、アイドル（NMB48）
- 2006年 - 山本光、アイドル（元NMB48）
- 2010年 - 新津ちせ、女優、声優
- 生年不詳 - ア・アンズピア、アイドル（WAgg）
- 生年不詳 - Eve、シンガーソングライター
- 生年不詳 - 加藤有希子、声優
- 生年不詳 - 蝶々P、ボカロP、音楽家（papiyon）、シンガーソングライター（一之瀬ユウ）
- 生年不詳 - 寺島ひろみ・まゆみ姉妹、バレリーナ
- 生年不詳 - 粂ゆうな、声優
- 生年不詳 - 野中秀哲、声優

### 人物以外（動物など）
- 1933年 - シービスケット、競走馬（+ 1947年）
- 1984年 - タマモクロス、競走馬、種牡馬（+ 2003年）
- 1998年 - タイムパラドックス、競走馬、種牡馬（+ 2022年）

## 忌日

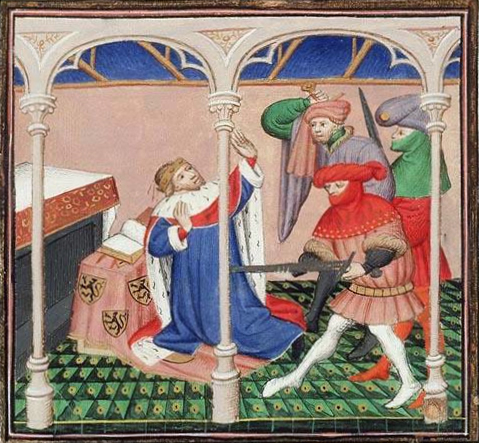
神聖ローマ皇帝ハインリヒ5世(1086-1125)没。

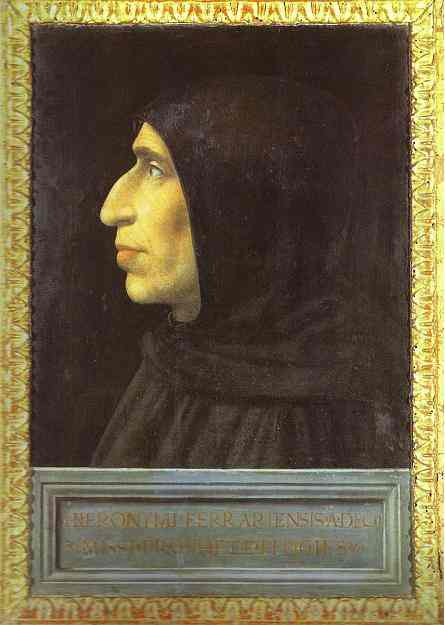
修道士ジロラモ・サヴォナローラ(1452-1498)火刑に処せられる。

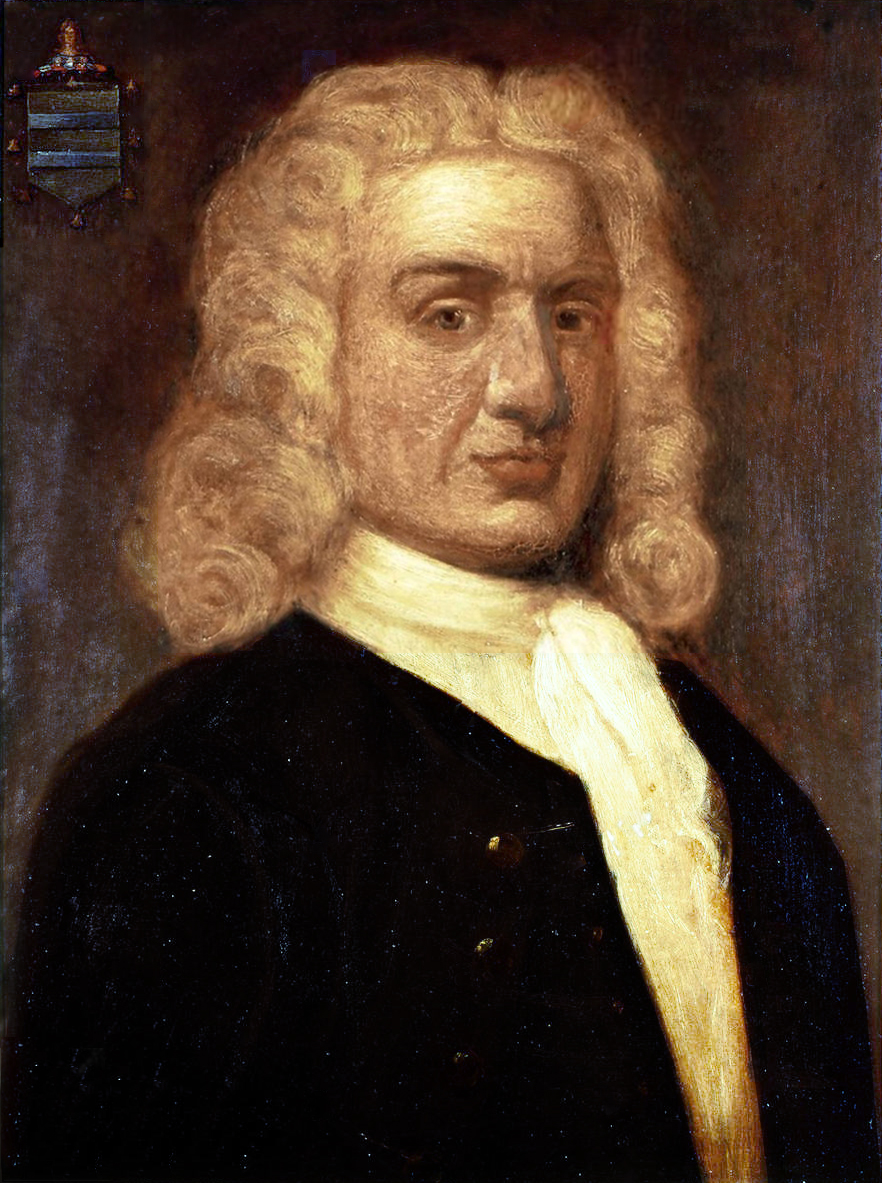
海賊キャプテン・キッドことウィリアム・キッド(1645-1701)縛り首。

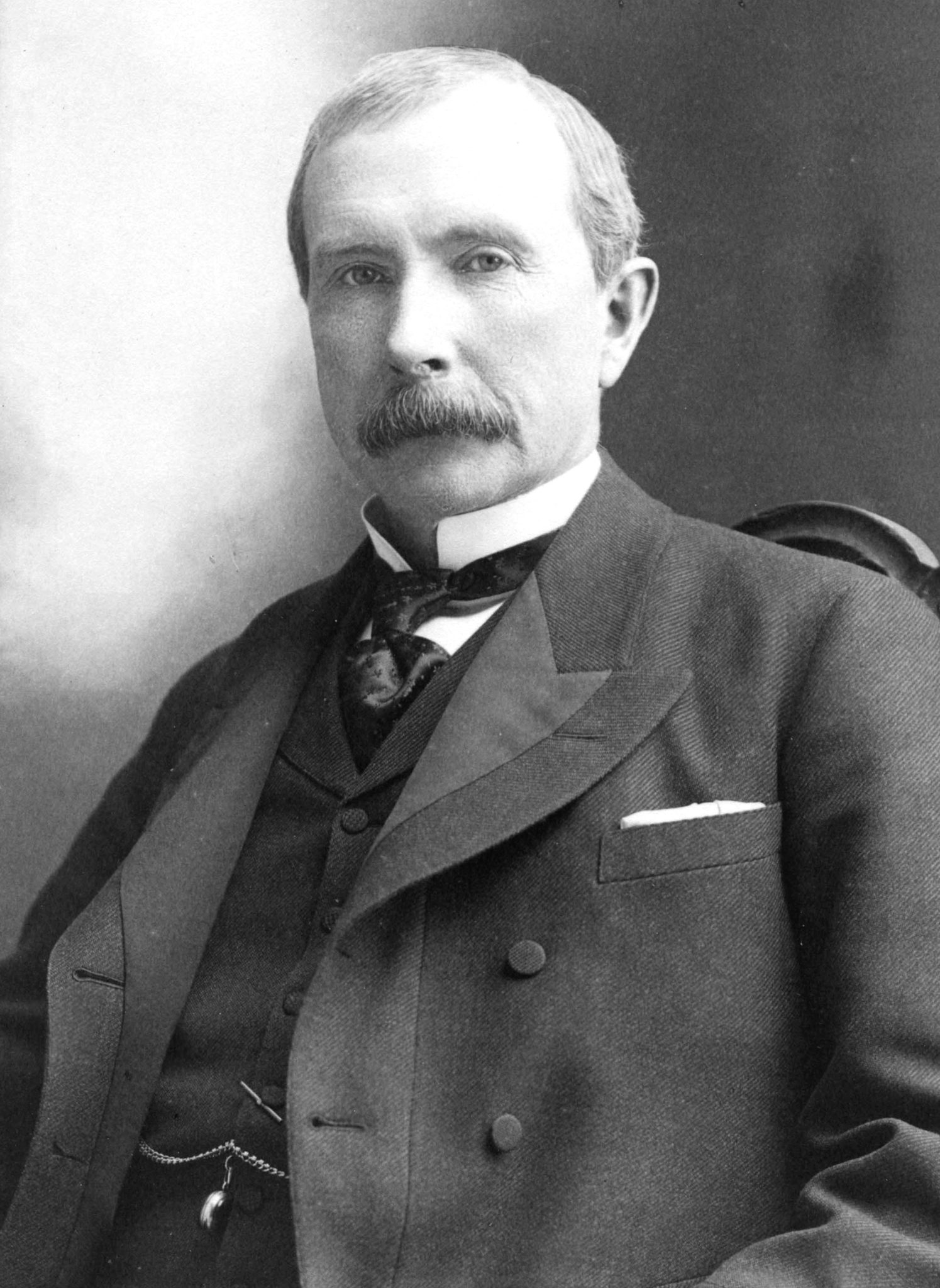
石油王ジョン・D・ロックフェラー(1839-1937)没。

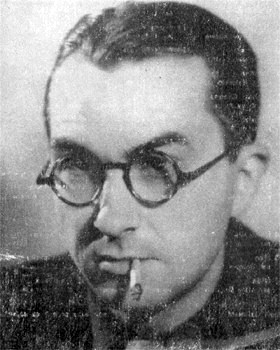
作家ポール・ニザン(1905-1940)戦死。

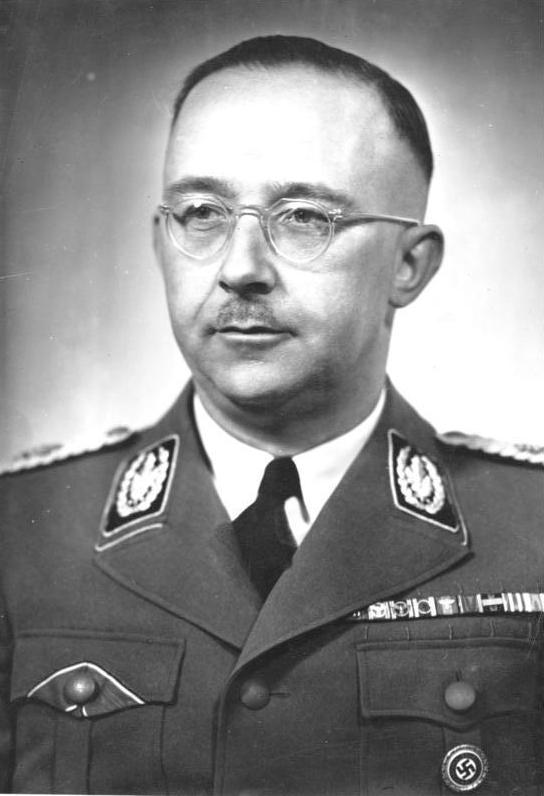
ナチス・ドイツの親衛隊全国指導者ハインリヒ・ヒムラー(1900-1945)自殺。

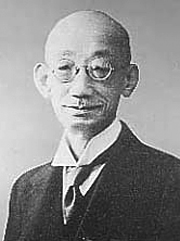
憲法学者美濃部達吉(1873-1948)没。天皇機関説を唱えた。

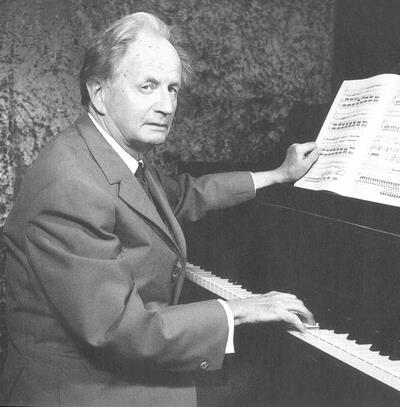
ピアニストヴィルヘルム・ケンプ(1895-1991)没。

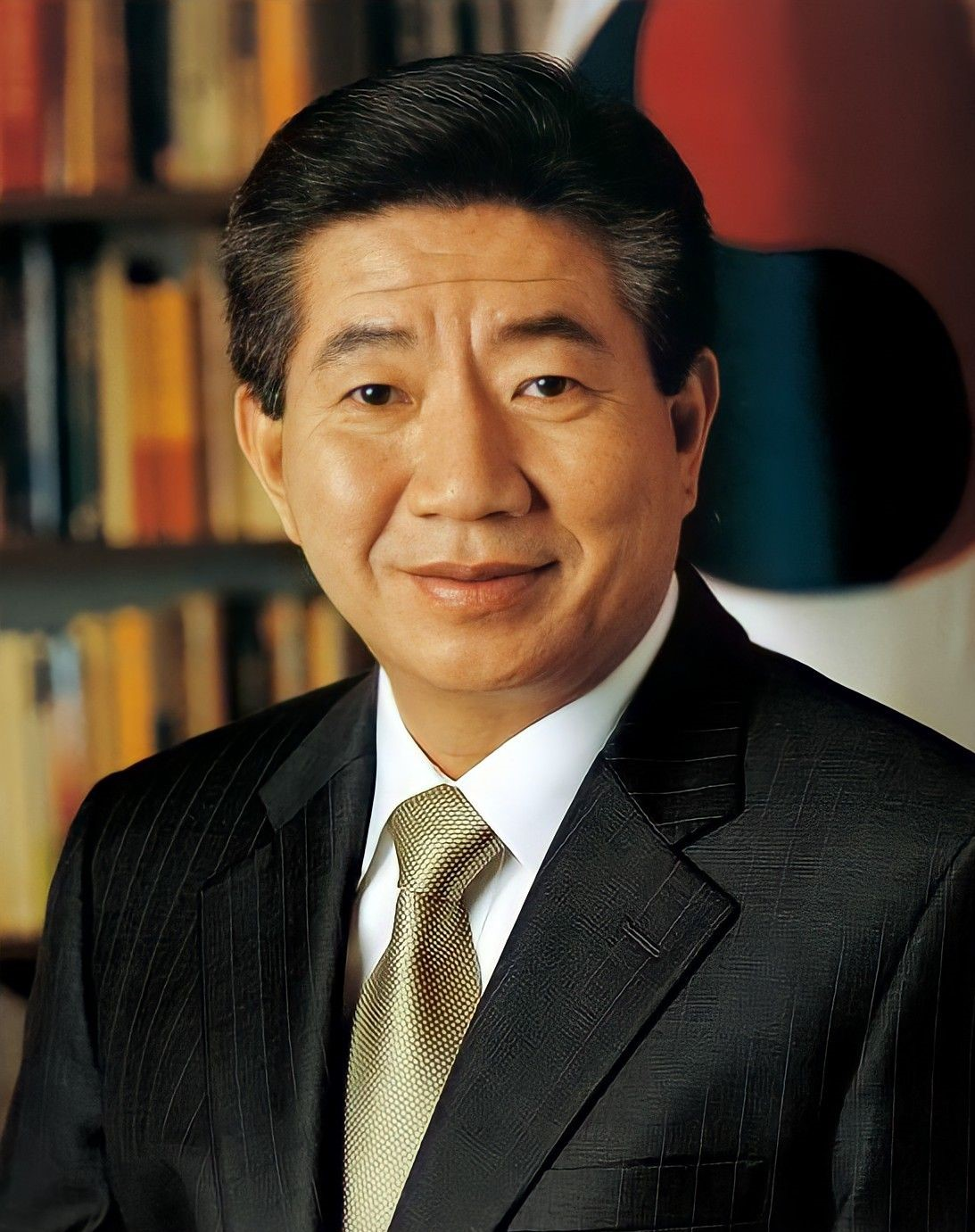
韓国第16代大統領、盧武鉉(1946-2009)自殺。

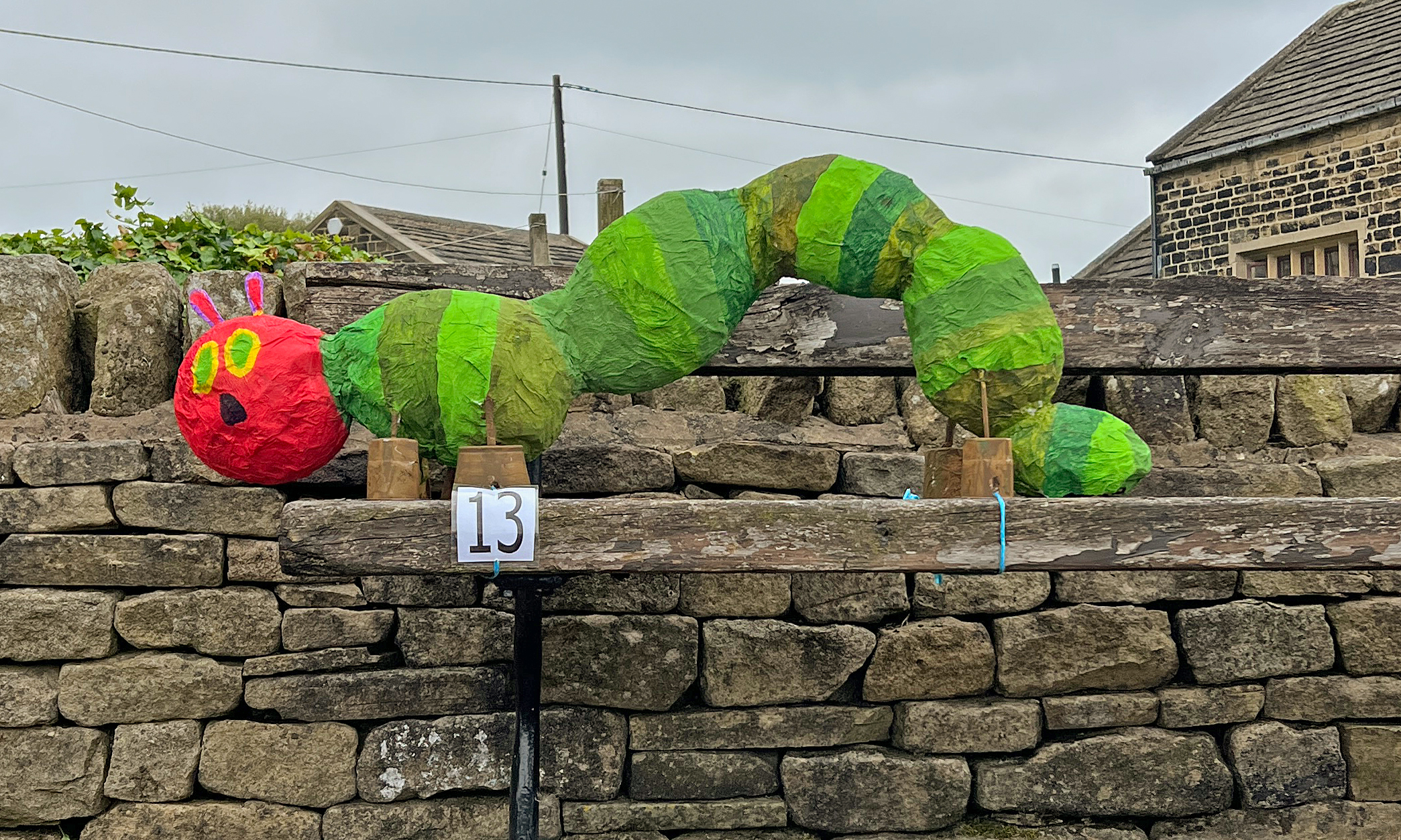
絵本作家エリック・カール(1929-2021)没。画像は英国ノーランドかかし祭りに出展されたはらぺこあおむし。

- 1044年（長久5年4月24日） - 藤原通房、平安時代の公卿（* 1025年）
- 1125年 - ハインリヒ5世、神聖ローマ皇帝（* 1086年）
- 1304年 - ジャンノ・ド・レスキュレル、詩人、作曲家
- 1498年 - ジロラモ・サヴォナローラ、ドミニコ会の修道士（* 1452年）
- 1523年（大永3年4月9日） - 足利義稙（義材）、室町幕府の第10代将軍（* 1466年）
- 1524年 - イスマーイール1世、サファヴィー朝のシャー（* 1487年）
- 1627年 - ルイス・デ・ゴンゴラ、詩人（* 1561年）
- 1670年 - フェルディナンド2世・デ・メディチ、第5代トスカーナ大公（* 1610年）
- 1691年 - アドリアン・オーズー、天文学者（* 1622年）
- 1701年 - ウィリアム・キッド、私掠船・海賊船の船長（* 1645年）
- 1730年（享保15年4月7日） - 徳川宗堯、常陸国水戸藩の第4代藩主（* 1705年）
- 1814年（文化11年4月4日） - 水野忠光、唐津藩主（* 1771年）
- 1857年 - オーギュスタン＝ルイ・コーシー、数学者（* 1789年）
- 1886年 - レオポルト・フォン・ランケ、歴史家（* 1795年）
- 1895年 - フランツ・エルンスト・ノイマン、鉱物学者、物理学者、数学者（* 1798年）
- 1899年 - 安場保和、第6代北海道庁長官、貴族院議員（* 1835年）
- 1901年 - 井狩弥左衛門、明治時代の政治家。貴族院議員。
- 1906年 - ヘンリック・イプセン、劇作家（* 1828年）
- 1927年 - 唐継尭、中華民国雲南省の軍閥指導者（* 1883年）
- 1931年 - フランク・ウィグルスワース・クラーク、地球化学者（* 1847年）
- 1934年 - クライド・バロウ、ボニーとクライドのひとり（* 1909年）
- 1934年 - ボニー・パーカー、ボニーとクライドのひとり（* 1910年）
- 1937年 - ジョン・D・ロックフェラー、実業家（* 1839年）
- 1940年 - ポール・ニザン、小説家（* 1905年）
- 1941年 - ジャック・クレメンツ、元プロ野球選手（* 1864年）
- 1944年 - トーマス・カーティス、陸上競技選手（* 1870年）
- 1945年 - ハインリヒ・ヒムラー、ナチス・ドイツ親衛隊の指導者（* 1900年）
- 1947年 - シャルル＝フェルディナン・ラミュ、小説家（* 1878年）
- 1948年 - 美濃部達吉、法学者（* 1873年）
- 1955年 - 安井武雄、建築家（* 1884年）
- 1960年 - ジョルジュ・クロード、化学者、エンジニア、発明家（* 1870年）
- 1960年 - 殖田俊吉、官僚、元大蔵事務次官（* 1890年）
- 1963年 - 宮澤裕、政治家（* 1884年）
- 1963年 - ギャビー・クラバス、元プロ野球選手（* 1881年）
- 1965年 - アール・ウェッブ、プロ野球選手（* 1897年）
- 1966年 - デムチュクドンロブ、モンゴル独立運動の指導者、蒙古聯合自治政府主席（* 1902年）
- 1968年 - 熊十力、新儒家思想家（* 1885年）
- 1969年 - 吉村萬治郎、実業家、元古河鉱業（現古河機械金属）社長、富士通信機製造（現富士通）創業者（* 1886年）
- 1976年 - 勝田孝興、アイルランド文学者（* 1886年）
- 1976年 - 徳網茂、元プロ野球選手（* 1924年）
- 1979年 - 大下弘、元プロ野球選手、プロ野球監督（* 1922年）
- 1981年 - 吉野源三郎、編集者、評論家、児童文学者、ジャーナリスト、元岩波書店編集顧問（* 1899年）
- 1981年 - 畑福俊英、元プロ野球選手（* 1913年）
- 1986年 - スターリング・ヘイドン、俳優（* 1916年）
- 1988年 - 木藤亜也、脊髄小脳変性症の少女、『1リットルの涙』で知られる人物（* 1962年）
- 1990年 - 池松武之亮、医師、いびき研究者（* 1912年）
- 1990年 - 林清一、元プロ野球選手（* 1915年）
- 1991年 - ヴィルヘルム・ケンプ、ピアニスト（* 1895年）
- 1991年 - 東条猛猪、大蔵官僚、実業家、元北海道拓殖銀行頭取、北海道旅客鉄道初代会長（* 1910年）
- 1992年 - アタウアルパ・ユパンキ、シンガーソングライター（* 1908年）
- 1992年 - ジョヴァンニ・ファルコーネ、検事（* 1939年）
- 1994年 - ジョー・パス、ジャズ・ミュージシャン、ギタリスト（* 1929年）
- 1996年 - 吉田正男、野球選手（* 1914年）
- 1996年 - 野長瀬三摩地、テレビ監督、脚本家（* 1923年）
- 1997年 - 塚田十一郎、政治家、公選第5代、6代新潟県知事、第5代郵政大臣（* 1904年）
- 1998年 - 佐瀬稔、作家（* 1932年）
- 1999年 - オーエン・ハート、プロレスラー（* 1965年）
- 2000年 - 西村育雄、実業家、元マンダム社長（* 1924年）
- 2001年 - 波多野完治、心理学者、お茶の水女子大学名誉教授（* 1905年）
- 2002年 - サム・スニード、プロゴルファー（* 1912年）
- 2003年 - 竹見淳一、実業家、元日本ガイシ会長（* 1917年）
- 2005年 - 岡枝慎二、字幕翻訳家（* 1929年）
- 2005年 - 石田徹也、画家（* 1973年）
- 2006年 - ロイド・ベンツェン、第69代アメリカ合衆国財務長官、連邦上院議員（* 1921年）
- 2007年 - 熊井啓、映画監督（* 1930年）
- 2007年 - 村越伊知郎、俳優、声優（* 1930年）
- 2007年 - 三世花柳壽輔、日本舞踊家（* 1935年）
- 2007年 - 二代目玉川福太郎、浪曲師（* 1945年）
- 2008年 - コーネル・キャパ、写真家（* 1918年）
- 2008年 - 木庭教、プロ野球スカウト（* 1926年）
- 2009年 - 盧武鉉、政治家、第16代韓国大統領 （* 1946年）
- 2009年 - 宮下誠、美術史学者（* 1961年）
- 2009年 - 坂西伊作、映像プロデューサー（*1957年）
- 2010年 - ホセ・リマ、プロ野球選手（* 1972年）
- 2011年 - シャビエル・トンド、自転車ロードレース選手（* 1978年）
- 2012年 - 赤沢英二、日本美術史学者、東京学芸大学名誉教授（* 1929年）
- 2012年 - 沖山光利、プロ野球選手（* 1933年）
- 2013年 - ジェームズ・シスネット、スーパーセンテナリアン（* 1900年）
- 2013年 - 四世茂山千作 、狂言師、茂山千五郎家十二世当主（* 1919年）
- 2013年 - 相澤秀禎、実業家、サンミュージックプロダクション創業者（* 1930年）
- 2013年 - ジョルジュ・ムスタキ、シンガーソングライター（* 1934年）
- 2013年 - 川端純四郎、神学者、教会オルガニスト、バッハ研究家（* 1934年）
- 2014年 - 公文茂治、実業家、元日本油脂取締役（* 1913年）
- 2014年 - 亀井節夫、古生物学者、京都大学名誉教授（* 1925年）
- 2014年 - マイケル・ゴットリーブ、映画監督（* 1945年）
- 2014年 - 栗原弘行、実業家、温冷熱医療研究家（* 1947年）
- 2015年 - ジョン・フォーブス・ナッシュ、数学者（* 1928年）
- 2015年 - アン・メイラ、女優（* 1929年）
- 2016年 - 長谷川幸男、ロボット研究者、早稲田大学名誉教授（* 1927年）
- 2017年 - ロジャー・ムーア、俳優（* 1927年）
- 2018年 - ルイス・ポサダ・カリレス、テロリスト、元CIA工作員（* 1928年）
- 2018年 - 小坂哲瑯、実業家、元松本楼社長（* 1932年）
- 2018年 - たむらまさき、撮影監督（* 1939年）
- 2018年 - 高橋美徳、プロボクサー、ボクシング指導者、プロモーター（* 1939年）
- 2018年 - ジャン＝フランソワ・パロ、外交官、作家（* 1946年）
- 2019年 - 野呂田芳成、政治家、第61代防衛庁長官、第22代農林水産大臣（* 1929年）
- 2020年 - 伊藤達文、アニメーター、アニメ監督、アニメ演出家（* 1964年）
- 2020年 - 木村花、プロレスラー 、タレント（*1997年)
- 2021年 - 西村亨、国文学者、民俗学者、慶應義塾大学名誉教授（* 1926年）
- 2021年 - パウロ・メンデス・ダ・ロシャ、建築家（* 1928年）
- 2021年 - エリック・カール、絵本作家（* 1929年）
- 2021年 - クリストバル・アルフテル、作曲家、指揮者（* 1930年）
- 2021年 - 高月清、内科学者、熊本大学名誉教授、成人T細胞白血病(ATL)発見者（* 1930年）
- 2021年 - 長尾真、情報工学者、第23代京都大学総長（* 1936年）
- 2021年 - マックス・モズレー、レーシングドライバー、第8代国際自動車連盟（FIA）会長（* 1940年）
- 2021年 - 二代目片岡秀太郎、歌舞伎役者（* 1941年）
- 2022年 - ジョー・ピニャタノ、プロ野球選手（* 1929年）
- 2022年 - 武者小路公秀、国際政治学者、元国際連合大学副学長（* 1929年）
- 2022年 - 田口富久治、政治学者、名古屋大学名誉教授（* 1931年）
- 2022年 - 菊地常夫、将棋棋士（* 1949年）
- 2022年 - ジェイミー・バートレット、俳優（* 1966年）
- 2023年 - 日渡惺朗、実業家、元山陽特殊製鋼社長（* 1931年）
- 2023年 - ジョン・ダニング、推理作家（* 1942年）
- 2024年 - モーガン・スパーロック、映画監督（* 1970年）
- 2025年 - セバスチャン・サルガド、写真家（* 1944年）

## 記念日・年中行事

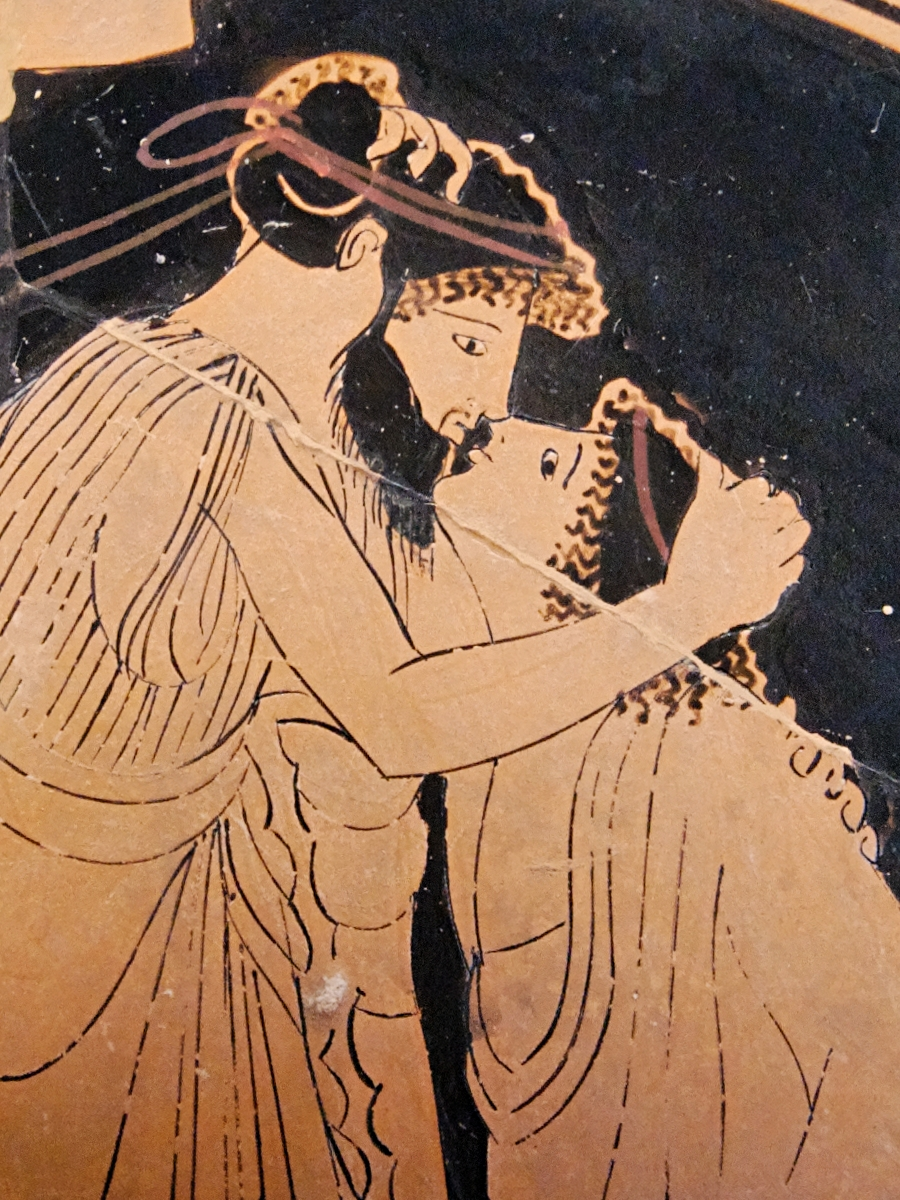
キスの日。画像はアッティカの盃絵(BC480頃)

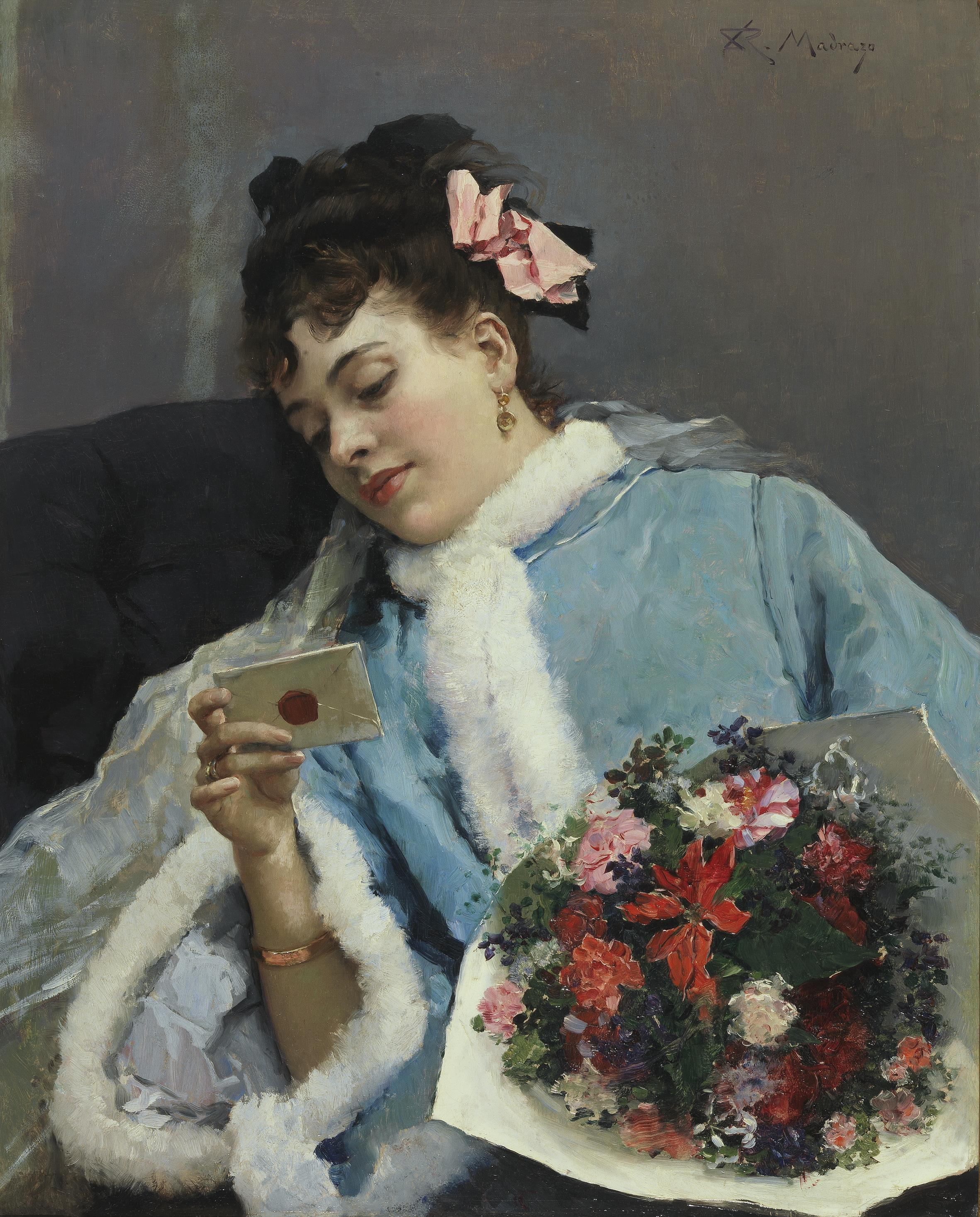
恋文の日。画像はライムンド・デ・マドラーソ画『ラブレター』

- 世界カメの日（ 世界）
米国カメ保護会が2000年に制定。
- 労働者の日（ ジャマイカ）
1961年まではジャマイカの奴隷を解放した英女王ヴィクトリアの誕生日である5月24日を「大英帝国の日」としていた。1961年、ジャマイカ首相ノーマン・マンリーが、大英帝国の日に代えて、ジャマイカ労働組合のアレクサンダー・バスタマンテがジャマイカ独立運動につながる労働者暴動を起こした日である1938年5月23日を記念した労働者の日を創設することを提案した。
- 生徒の日（ メキシコ）
- キスの日（ 日本）
1946年5月23日に、日本で初めてキスシーンが登場する映画である、佐々木康監督の『はたちの青春』が封切りされたことから[6]。
- 恋文の日／ラブレターの日（ 日本）
松竹が制定。5月23日の「523」が「こいぶみ」と読めることと、浅田次郎原作の映画『ラブ・レター』の公開初日であったことから[7]。
- 難病の日（ 日本）
2014年のこの日に「難病の患者に対する医療等に関する法律」（難病法）（平成26年法律第50号）が成立したことを記念して、日本難病・疾病団体協議会（JPA）が制定[8]。